# Stéphane Clamens
Pour les articles homonymes, voir Clamens.
Stéphane Clamens, né le 5 juin 1971 à Menton, est un tireur français de 1,73 m pour 75 kg, spécialisé en Fosse olympique, licencié au BTC Jurassien

## Palmarès

### Championnats d'Europe
- Vice-champion d'Europe individuel en 2007 (Grenade) (derrière Yves Tronc);
- 3e des championnats d'Europe individuels en 2004 nicosie Chypre
- 3e des championnats d'Europe individuel en 2005 Belgrade
- 3e des championnats d'Europe par équipes en 2001 (Zagreb) et 2005 (Belgrade);
- 4e Championnat d'Europe avec nouveau record de France 124/125 (Suhl)
- 3e par équipe en 2013.

- Champion d'Europe par équipes en 2003 (Brno) et 2007 (Grenade);
- Champion d'Europe par équipes en 2007 (grenade)

- Vice-champion d'Europe par équipes en 2004 (Latsia) et 2006 (Maribor);
- Médaille de bronze par équipe en 2013

### Championnats du monde
- 3e championnat du monde individuel (Belgrade) en 2011
- 3e des championnats du monde par équipes de Lonato en 2005;

### Coupe du monde
- Vainqueur en 2008 à Belgrade;
- 3e coupe du monde de Lonato en 2012
- Vainqueur de la coupe du Monde de Grenade (Espagne) en 2013

### Jeux olympiques
- Jeux olympiques d'été de 2012 à Londres
  - 15e
- Jeux olympiques d'été de 2008 à Pékin (Chine);
  - 25e
- Jeux olympiques d'été de 2004 à Athènes (Grèce);
  - 9e
- Jeux olympiques d'été de 2000 à Sydney (Australie);
  - 30e;

### Jeux méditerranéens
- Participation en 2005 à Almería (6e);

### Championnats de France
- Champion de France en 2003;
- Vice-champion de France en 2001;
- 3e des championnats nationaux en 2000, 2002 et 2007.